# Gheorghe Rășinaru
Gheorghe Rășinaru (ur. 10 lutego 1915, zm. 1994) − rumuński piłkarz, pomocnik. Uczestnik mistrzostw świata z roku 1938. 6-krotny zdobywca Pucharu Rumunii.

## Kariera
W latach 1937, 1938, 1939, 1940, 1941 oraz 1942 sięgał po Puchar Rumunii. W 1938 został powołany do kadry rumuńskiej na Mundial 1938, który odbywał się we Francji. Na mistrzostwach tych zagrał jeden mecz przeciwko reprezentacji Kuby. Był również 4-krotnym wicemistrzem Rumunii (1936/1937, 1937/1938, 1939/1940 oraz 1940/1941).

### Osiągnięcia
- uczestnik Mistrzostw Świata w Piłce Nożnej: 1938
- wicemistrz Rumunii: 1936/1937, 1937/1938, 1939/1940, 1940/1941
- zdobywca pucharu Rumunii: 1936/1937, 1937/1938, 1938/1939, 1939/1940, 1940/1941, 1941/1942